# 塞尔唐圣安娜
塞尔唐圣安娜是巴西南大河州的一个市镇。总面积251.605平方公里，总人口5760人，人口密度22.9人/平方公里。